# Thomas Müller
För andra betydelser, se Thomas Müller (olika betydelser).
Thomas Müller, född 13 september 1989 i Weilheim i Bayern, är en tysk fotbollsspelare (anfallare) som spelar för Vancouver Whitecaps

## Klubblagskarriär
Müller kom till Bayern München som tioåring 2000 efter att ha spelat i TSV Pähl sedan 1993. Han spelade sedan i Bayern München II under två säsonger med start 2007. Under sin första säsong i laget spelade man i Regionalliga Süd för att sedan till andra säsongen spela i 3. Liga. Müller debuterade och gjorde sitt första mål i mars 2007 i en match mot SpVgg Unterhaching men spelade bara tre matcher under säsongen 2007–2008. Under sin andra säsong i laget spelade han 32 matcher och gjorde 15 mål, vilket resulterade i en femte plats i skytteligan. Under säsongen fick han även debutera i för A-laget i en Bundesligamatch mot Hamburger SV den 15 augusti 2008.
Säsongen 2009–2010 slog sig Müller in i A-laget på allvar och spelade samtliga Bayerns 34 ligamatcher och blev utsedd till september månads bästa spelare i ligan. Under säsongen gjorde Müller totalt 19 mål på 52 matcher, 13 av målen gjorde han i ligan, 4 i cupen och 2 i Champions League. Bayern vann både ligan och cupen och tog sig till final i Champions League. Müller etablerade sig ytterligare i A-laget de kommande säsongerna och blev målskytt i 2012 års final i Champions League, där Bayern dock förlorade mot Chelsea trots Müllers bejublade sena och fullt rättvisa ledningsmål. Didier Drogba kvitterade och Chelsea vann straffläggningen. Müller var med och fick revansch året därpå, då Borussia Dortmund besegrades med 2-1 i finalen. På väg mot denna gjorde Müller viktiga slutspelsmål mot bland annat Juventus och två viktiga mål mot Barcelona på hemmaplan i semifinalen, vilket banade väg för finalbiljetten. Müller har även varit med och vunnit Bundesliga vid nio tillfällen (2010, 2013, 2014, 2015, 2016, 2017, 2018, 2019 & 2020) samt den tyska cupen.

## Landslagskarriär
Müller hade spelat för det tyska U16- U19- och U20-landslaget när han debuterade i det tyska U21-landslaget i augusti 2009. Müller debuterade i det tyska landslaget i mars 2010 i en match mot Argentina, Müller startade matchen och blev utbytt i den 66:e minuten.

### VM 2010
Den 1 juni 2010 blev Müller uttagen till Tysklands trupp till VM 2010. Müller var en av fyra spelare som gjorde fem mål i turneringen men då Müller även spelat fram till tre mål vann han Golden Boot som turneringens bästa målskytt. Han vann även pris som turneringens bästa unga spelare.

### VM 2014
I VM i Brasilien tog Tyskland hem guldet med 1-0 i finalen mot Argentina, målet gjordes av Mario Götze. I semifinalen besegrade Tyskland värdnationen, Brasilien med 7-1. Müller gjorde 5 mål under turneringen, vilket räckte till en delad andra plats i skytteligan. Vann gjorde colombianen James Rodríguez med sex stycken gjorda mål.

### VM 2022
I november 2022 blev Müller uttagen i Tysklands trupp till VM 2022.

## Spelstil
Müller är en allroundspelare som kan användas på en kant, centralt bakom anfallaren eller som renodlad spets. Till hans styrkor i samband med genombrottet hörde speluppfattning, avslut i pressade situationer, lagarbete och vilja. Müller är en otypisk ytter i och med att han är mindre bra på att dribbla, däremot lyser han med sina  kreativa passningar och är oerhört svår att markera tack vare sin rörlighet på planen, vilket ofta leder till att han tar sig till bra avslutslägen.

## Meriter
Bayern München

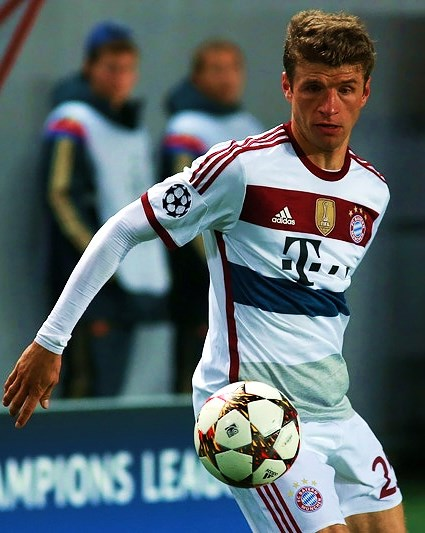
Müller i Bayern München 2014

- Bundesliga: 2009/2010, 2012/2013, 2013/2014, 2014/2015, 2015/2016, 2016/2017, 2017/2018, 2018/2019, 2019/2020, 2020/2021, 2021/2022, 2022/2023, 2024/2025
- UEFA Champions League: 2012/2013, 2019/2020
- Tyska cupen: 2009/2010, 2012/2013, 2013/2014, 2015/2016, 2018/2019, 2019/2020
- Tyska supercupen: 2010, 2012, 2016, 2017, 2018, 2020, 2021, 2022
- UEFA Super Cup: 2013, 2020
- VM för klubblag: 2013, 2020

Tyskland
- VM-Guld 2014